# Ferenc alençoni herceg
Monsieur Ferenc Herkules (franciául: François Hercule; Fontainebleau, Francia Királyság, 1555. március 18. – Château-Thierry, Francia Királyság, 1584. június 19.), Valois-házból származó francia királyi herceg, II. Henrik francia király és Medici Katalin királyné legkisebb fiaként előbb Alençon, majd Anjou, Touraine, Château-Thierry és Brabant hercege, valamint Franciaország trónörököse 1574-től 1584-ben bekövetkezett haláláig.
A herceg volt II. Ferenc, IX. Károly és III. Henrik francia királyok legfiatalabb testvére. Jelentős politikai szereppel bírt a korebeli Francia Királyságban, harcolt a hatodik és a hetedik vallásháborúkban, továbbá részt vett a II. Fülöp spanyol király ellen kirobbant nyolcvanéves háborúban is, ahol a németalföldi rendek felajánlották neki a királyi címet, ám ez a terv végül kudarcba fulladt.
Kérője volt I. Erzsébet angol királynőnek, aki visszautasította ajánlatát. Ferenc herceg végül nem házasodott meg és nem születtek gyermekei. 1584-ben, tuberkulózis következtében való halála komoly következményekkel járt a francia történelemre nézve: fivére, III. Henrik új örököse a protestáns Navarrai Henrik lett, amely folyamat a Katolikus Liga radikalizálódáshoz és nyolcadik vallásháború kirobbanásához vezetett, amelynek végére a Bourbon-ház került a francia trónra.

## Útja a dauphinségig
Herkules (Hercule) herceg II. Henrik király (1519–1559, ur. 1547-től haláláig) és Medici Katalin (1519–1589) nyolcadik gyermeke és ötödik fia volt. Egy bátyja és két ikerhúga nem érte meg a felnőttkort. Még kisgyermek volt, amikor apja meghalt egy lovagi tornán történt baleset következtében. Ekkor Ferenc nevű bátyja lépett trónra, II. Ferenc király néven, ám ő betegségben már 1560-ban elhunyt, így a trón öccsére, IX. Károlyra szállt. II. Ferenc király halála után Herkules herceg felvette elhunyt bátyjának keresztnevét, ettől kezdve Ferenc herceg néven szerepelt. Az anyakirályné által irányított IX. Károly uralkodása idején, 1566-ban kapta meg az alençoni hercegi címet. 1572-től kezdve a herceg neve időnként felmerült a nála 22 évvel idősebb I. Erzsébet angol királynő potenciális kérőjeként, a házasság azonban nem valósult meg, és végül mind Ferenc, mind Erzsébet anélkül halt meg, hogy megházasodott volna. (Ebben szerepet játszhatott, hogy a herceg nem volt előnyös külsejű: a gyermekkori himlő elcsúfította, ráadásul rendkívül apró termetű volt, tekintélyes orral.)

## Kísérlet a trónszerzésre

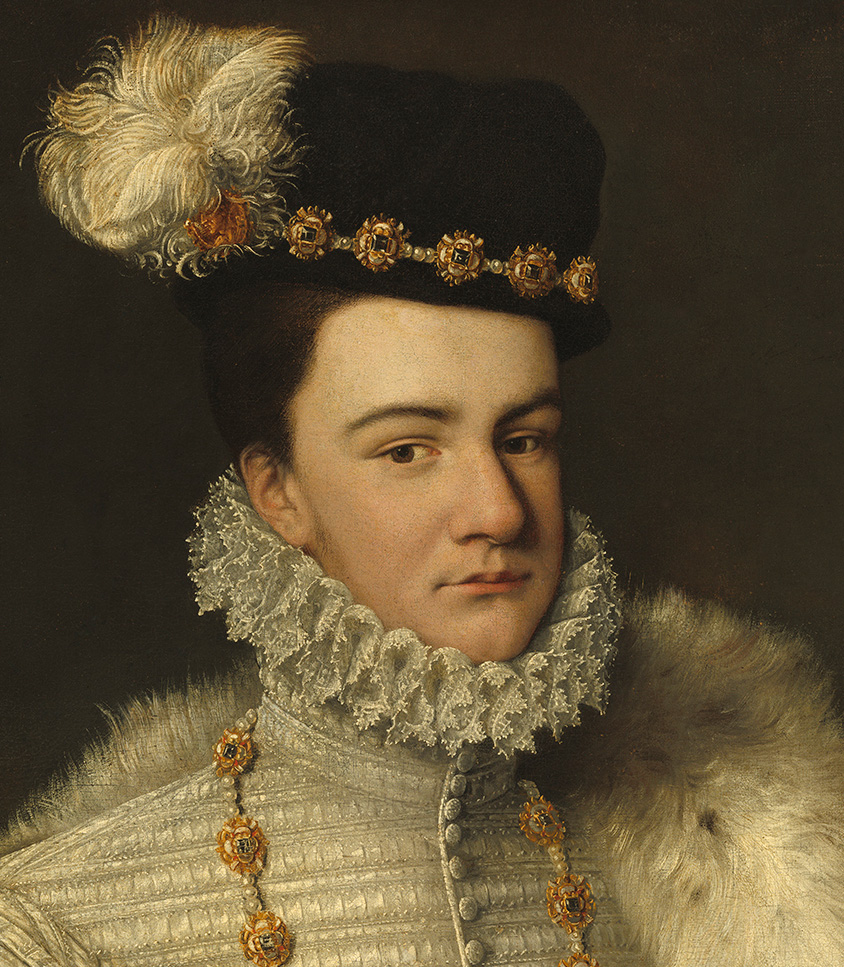
François Clouet hercegről készített portréjának részlete, amelyet kiszemelt jegyesének, Erzsébet királynőnek küldtek (1572)

Az 1572-es Szent Bertalan-éji mészárlás nyomán a hugenotta tábor két vezéralakja, Navarrai Henrik és I. Henri de Bourbon-Condé herceg rekatolizálni kényszerült, és az udvarban tartották őket őrizetben. A Medici Katalin kormányzatával elégedetlen mérsékelt katolikusok (mindenekelőtt a Montmorency hercegi családhoz tartozó fivérek, François de Montmorency, Henri de Montmorency-Damville és Guillaume de Montmorency-Thoré) felvették a kapcsolatot a hugenottákkal, illetve a hatalmi ambíciókat dédelgető alençoni herceggel.
Miután 1573 augusztusában a lengyel királlyá választott trónörökös, Henrik anjoui herceg keletre távozott, öccse elfoglalhatta a helyét a királyi tanács élén, illetve átvette tőle a hadsereg főparancsnokságát. Az anyakirályné egyúttal igyekezett megnyerni az elégedetleneket is, ezért Montmorency meghívást kapott a királyi tanácsba, Condé pedig Pikárdia kormányzójává lépett elő, és még a németalföldi szabadságharc protestáns résztvevőit is hajlandó volt támogatni. Mindez azonban nem volt elég, ugyanis az alençoni herceg szerette volna megszerezni a trónörökösi rangot is az egyre romló egészségű IX. Károlytól. 1574 elején így kialakult az elégedetlenek összeesküvése, amelynek elsődleges célja Navarrai Henrik és Condé hercegének megszöktetése, másodsorban pedig Medici Katalin eltávolítása és Ferenc herceg trónörökössé tétele volt. Az összeesküvést előbb márciusban, majd áprilisban kívánták végrehajtani, de a szervezkedés mindkétszer kitudódott, és alacsonyabb rangú résztvevőit – a herceghez közel álló Joseph de Boniface de La Molle-t és Annibal de Coconnat grófot – kivégezték. (Utóbb, a Szent Bertalan-éj áldozataival együtt személy szerint is rehabilitálták őket az 1576-os beaulieu-i ediktumban.) Ferenc így nem valósíthatta meg terveit, és miután IX. Károly 1574 májusában törvényes utód nélkül elhunyt, Henrik foglalta el a francia trónt.

## A hugenották szövetségében
III. Henrik trónra lépésével a kegyelmet kapó Ferenc herceg ténylegesen is trónörökössé vált, amely rangját haláláig megtarthatta, hiszen Henriknek sem született utóda. Az elégedetlenek mozgalma azonban nem szűnt meg, ami jelentősen megnehezítette a hugenották elleni vallásháborúval elfoglalt király dolgát. Az udvarban újabb sérelmeknek kitett herceg 1575 szeptemberében megszökött Párizsból, és általános rendi gyűlés összehívását követelve sikeresen felsorakoztatta maga mögött a hugenottákat és az elégedetleneket. Hadat szervezett, amivel Párizs ellen indult, a király pedig, akit országa északi részében spanyol, keleti területein pedig pfalzi zsoldosok is nyugtalanítottak, jobbnak látta engedni: Medici Katalin közvetítésével 1576. május 6-án megkötötték az étignyi békét, a király pedig kiadta a beaulieu-i ediktumot, amit Ferenc szerepére utalva „a Monseiur békéje” néven szoktak emlegetni. Ez példátlanul nagy engedményeket tett a hugenottáknak, ráadásul egy záradékában Guyenne kormányzóságát a nemrég szintén elszökött Navarrai Henriknek, Pikárdiáét pedig Condé hercegének juttatta. Maga a dauphin ugyanezen szerződés értelmében megkapta az anjoui, berryi és touraine-i hercegi titulust is, valamint ismét a hadsereg főparancsnokává nevezték ki.

## A király oldalán
Az ediktum széles körű felháborodáshoz vezetett a többségi katolikusok körében. Mivel mindkét fél a rendiség megerősítésével próbálta saját ügyét előrébb vinni, a király kénytelen volt 1576 decemberére rendi gyűlést összehívni Blois-ba. Az itt megjelentek többsége a katolikusokhoz húzott, így III. Henriket rá tudták venni a kényszerhelyzetben kiadott beaulieu-i ediktum visszavonására. Ez ismét háborúhoz vezetett, amelynek során az immár Anjou hercegeként emlegetett Ferenc herceg 1577 májusában elfoglalta La Charité-sur-Loire-t, majd júniusban Issoire-t. A hadakozás szeptemberben pénzhiány miatt abbamaradt, és október 8-án a poitiers-i ediktum kiadásával zárult. Ez jelentősen csökkentette a hugenották mozgásterét, de egyúttal rendelkezett a Katolikus Liga feloszlatásáról is.
Az 1579-ben újra fellángoló harcokat lezáró Le Fleix-i békét, amely 15 városban biztosított szabad vallásgyakorlatot a protestánsok számára, a dauphin írta alá a király nevében 1580 novemberében.

## A németalföldi kísérlet

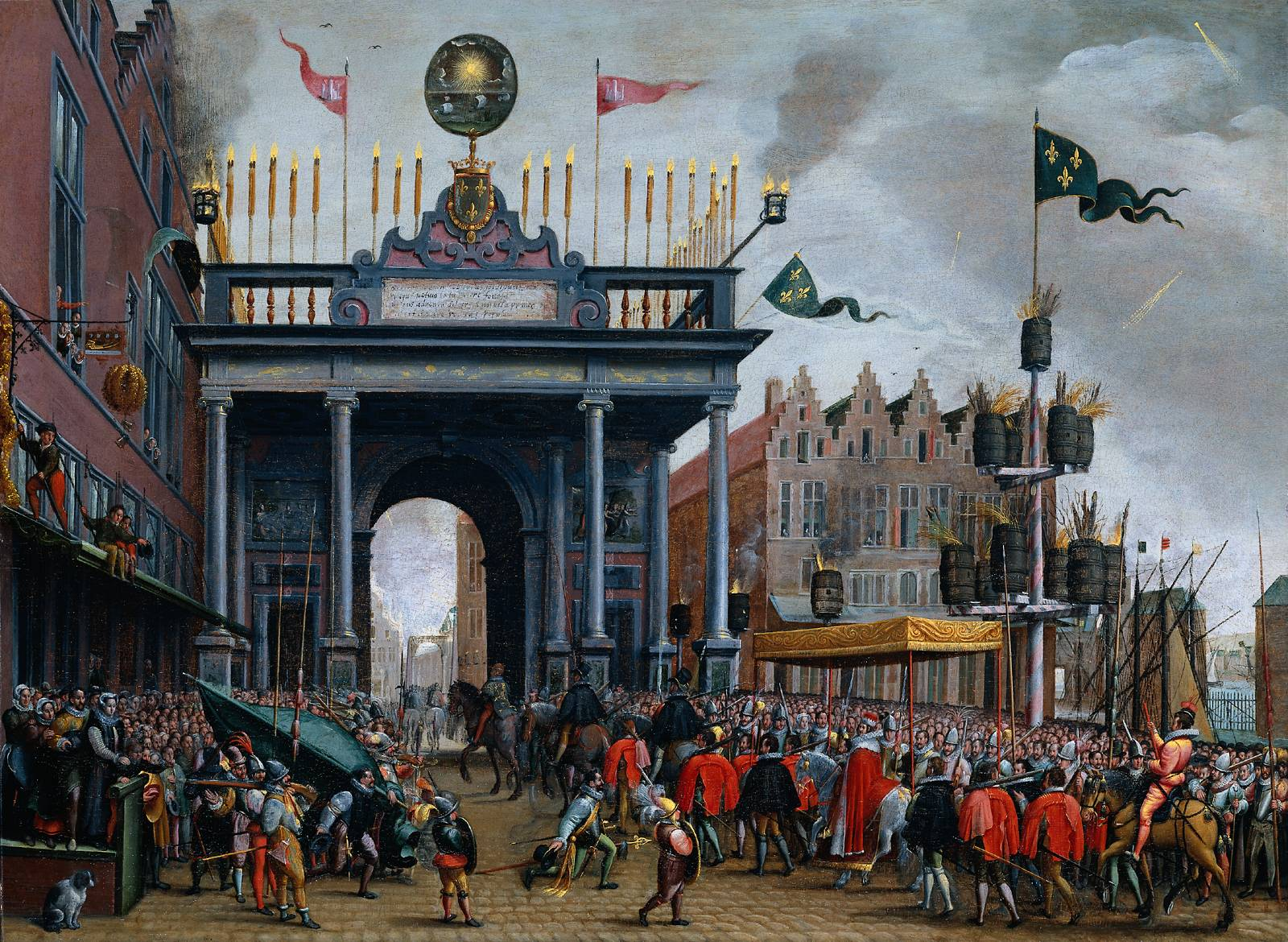
Egykorú festmény a herceg antwerpeni bevonulásáról (1582. február 19.)

1579-ben a németalföldi szabadságharcot támogató Orániai Vilmos felvette a kapcsolatot a dauphinnel, akit az utrechti unió az elnyomó II. Fülöp spanyol király helyett kívánt saját uralkodójává tenni. 1580. szeptember 19-én a plessis-lès-tours-i szerződésben született meg az egyezség: Ferenc „Németalföld szabadságainak védelmezője” lehetett annak fejében, hogy ő és fivére támogatja a spanyolok elleni harcot, tiszteletben tartja a vallásszabadságot és elfogadja, hogy döntései többsége csak a Staten-Generaal (a holland össztartományi gyűlés) jóváhagyásával válnak érvényessé. Az egyezményt 1581 januárjában ratifikálták Bordeaux-ban, júliusban pedig a Staten-Generaal kimondta II. Fülöp trónfosztását. (Ebben az időszakban merült fel utoljára az ötlet, hogy a spanyolellenes szövetség létrehozása érdekében Ferenc összeházasodjon a protestáns Erzsébet királynővel.)
A herceg végül 1582-ben érkezett Németalföldre, ahol február 19-én Brabant hercegévé koronázták Antwerpenben, július 15-én pedig Flandria grófjának is elismerték Bruggéban. (A fentebbi címeket egyébként II. Fülöp viselte.) A francia védelmező kinevezését eleve ellenző Holland és Zeeland tartomány azonban nem fogadta el államfőnek, így ők Orániai Vilmost választották vezetőjüknek. A tartományok által jelentősen korlátozott hatalmú Ferenc herceg 1583 januárjában a renitens Antwerpen elfoglalásával próbálta megregulázni alattvalóit, ám a városlakók visszaverték a támadást. Az ún. „francia őrjöngés” elidegenítette tőle alattvalóit, így a végleg hatalmát vesztett védnök nyáron hazatért Franciaországba, és csapatait is kivonta. Ezután tárgyalásos úton igyekezett rendezni a viszonyát a tartományokkal, és bár a megbékélést sikerült elérnie, visszatérni már nem tudott: 1584 nyarán, 29 éves korában tuberkulózis végzett vele. Halála miatt III. Henrik legközelebbi férfi rokona, a protestáns Navarrai Henrik – III. Henrik húgának, Ferenc Herkules nővérének, Valois Margit királyi hercegnőnek férje – vált a francia trón örökösévé, ami a katolikusok ellenállása miatt a vallásháború kiújulásához vezetett.